# 潮来市
潮来市（いたこし）は、茨城県南東部の鹿行地域に位置する市。

## 概要
霞ヶ浦や北浦、常陸利根川などに面した水郷で有名な都市である。江戸時代に利根川水運の港町として栄え、現在は水郷筑波国定公園の一角となっている。水郷潮来あやめ園を中心としたあやめ（花菖蒲）の名所や川を巡る十二橋めぐりといった水郷特有の観光名所を有するほか、米栽培を中心とした農業が盛んである。
2001年4月1日に行方郡潮来町が牛堀町を編入し市制施行。
また、鹿嶋市、神栖市、鉾田市、行方市とともにJリーグ・鹿島アントラーズのホームタウンとなっている。

## 地理

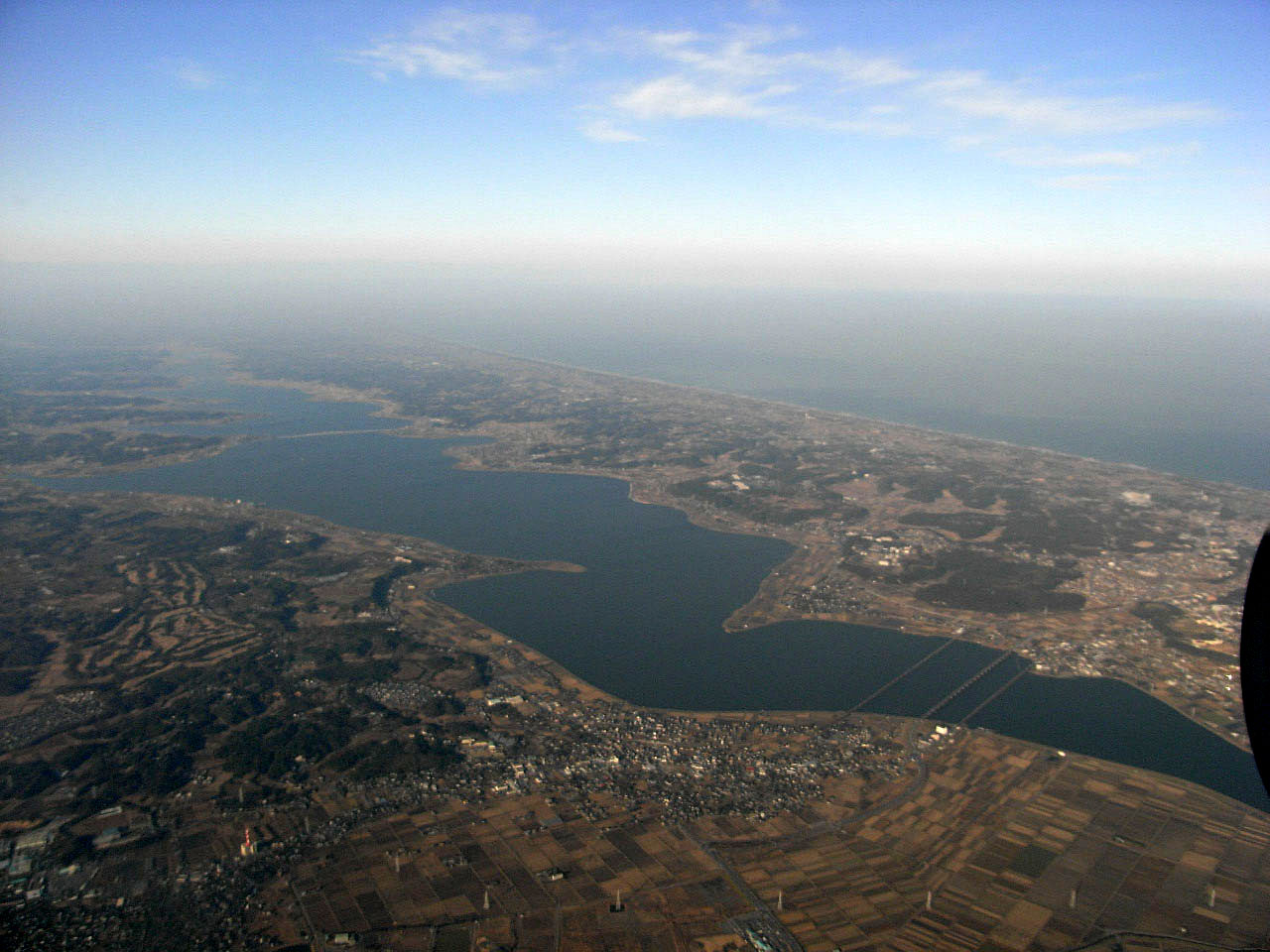
北浦

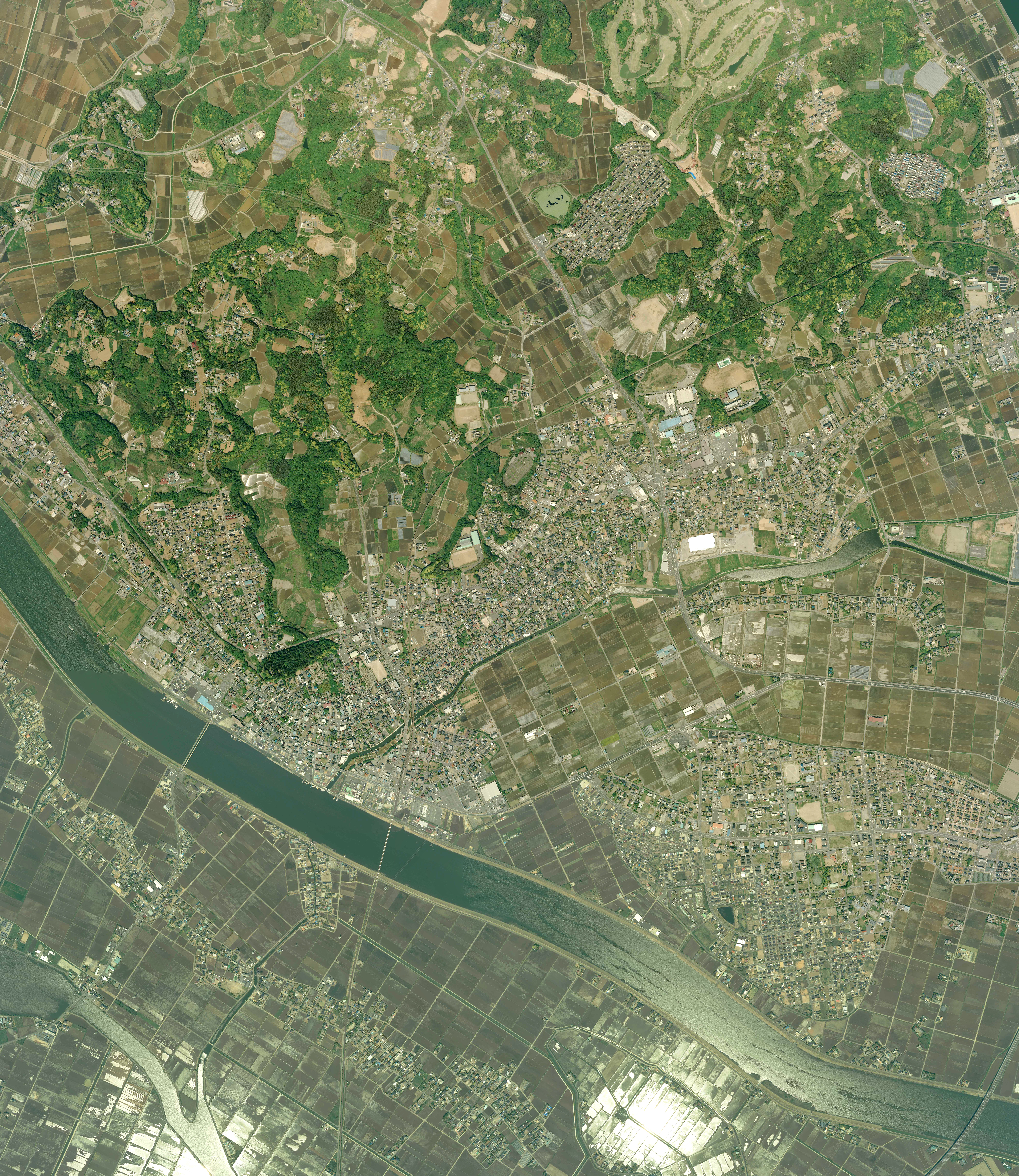
潮来市中心部周辺の空中写真。
2019年5月10日撮影の8枚を合成作成。。

### 地形
行政区域の北部は行方台地、南部は低地となっており、その東側を北浦と鰐川、西部を霞ヶ浦と北利根川、南部を外浪逆浦等に囲まれた水郷景観を持つ地域となっている。市の南部は田園地帯が広がり、米栽培が盛んである。市の北部は台地でゴルフ場や緑地公園が多い。
- 湖沼：霞ヶ浦、北浦
- 河川：常陸利根川、前川、稲井川、石田川、夜越川、アンコウ川
- 港湾：潮来港（常陸利根川）
- 国定公園：水郷筑波国定公園

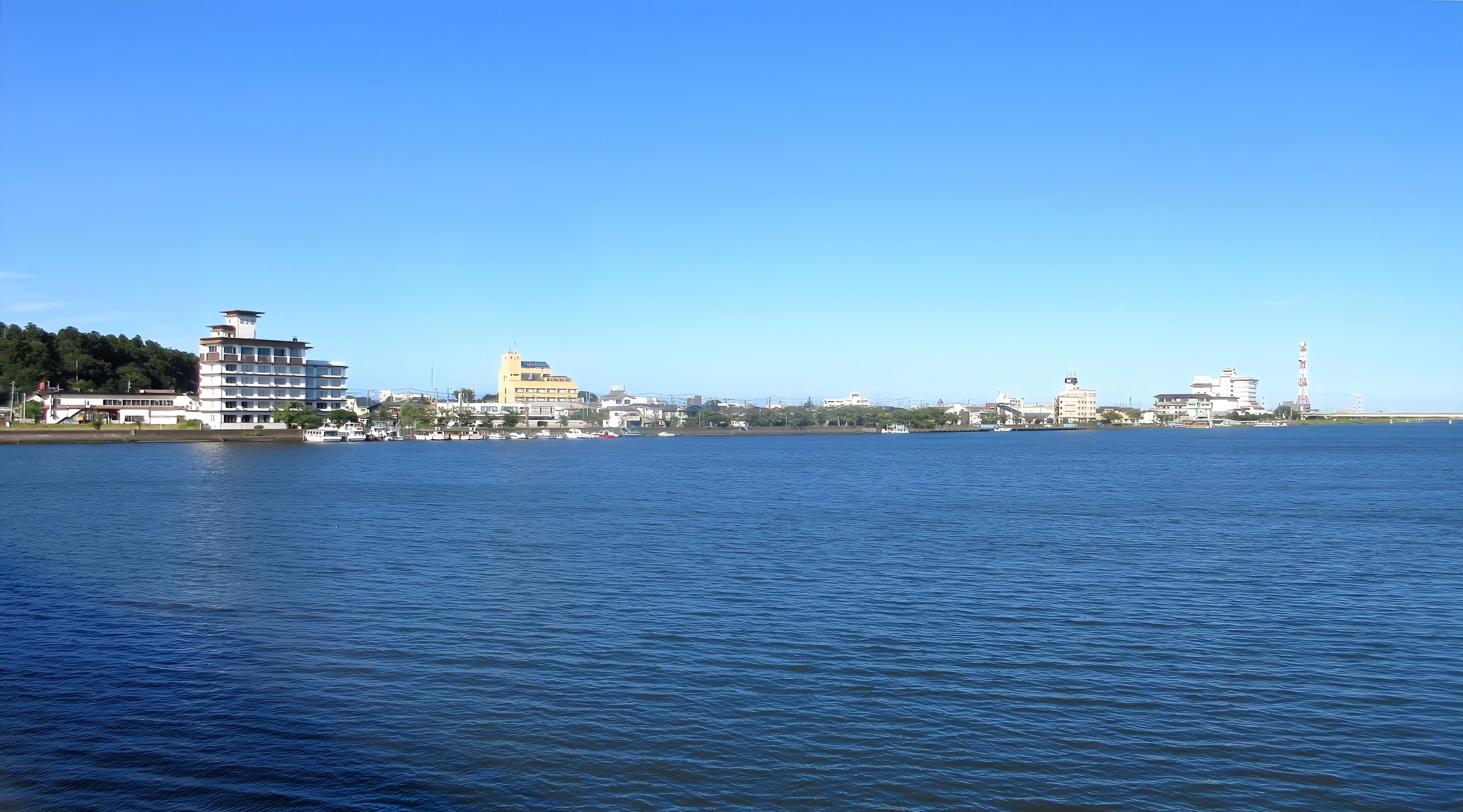
潮来大橋から望む常陸利根川
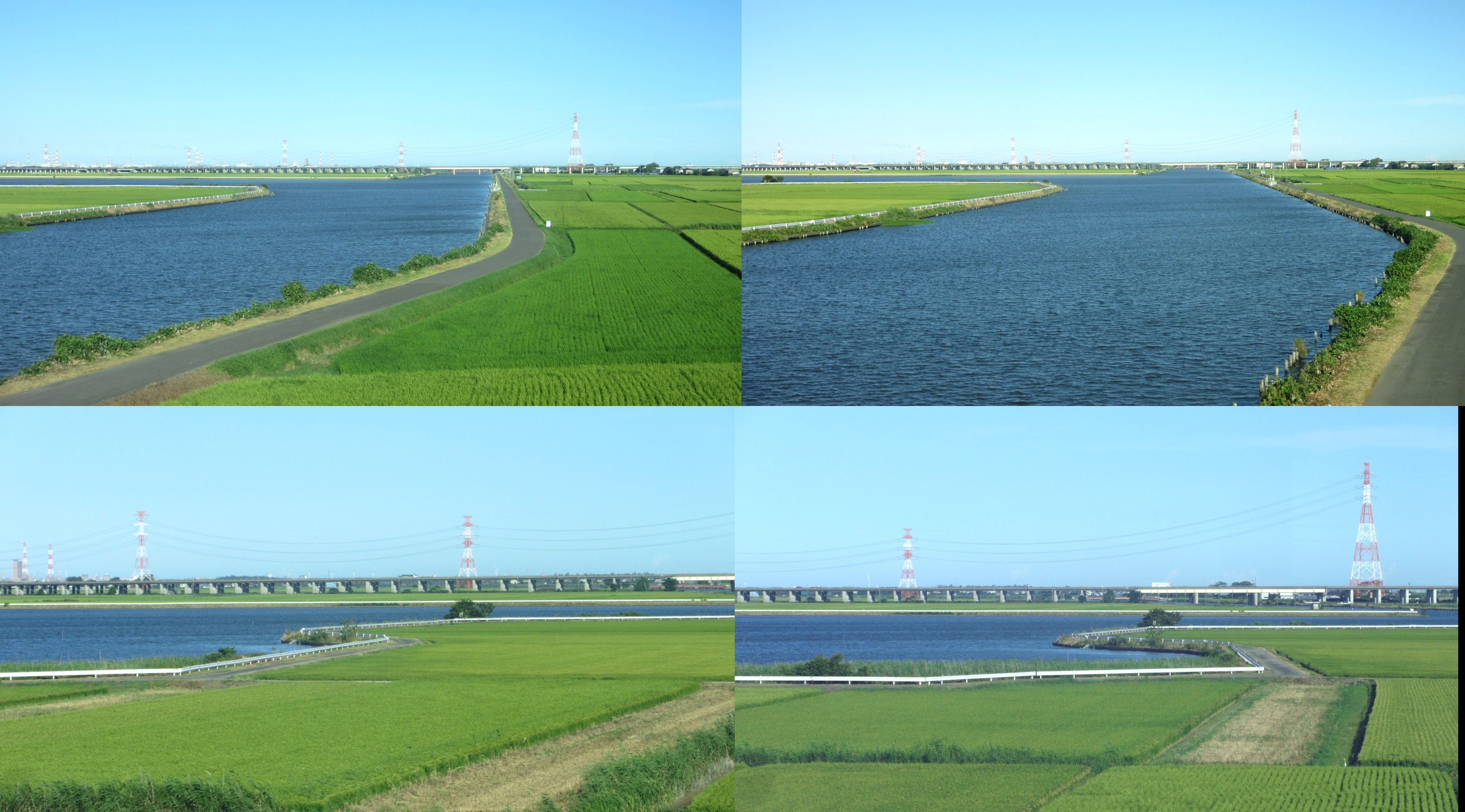
与田浦の水田地帯(鹿島線の車窓より)

### 隣接する自治体
- 茨城県
  - 鹿嶋市
  - 稲敷市
  - 神栖市
  - 行方市
- 千葉県
  - 香取市

## 人口
| |                                        |  |
| 潮来市と全国の年齢別人口分布（2005年） | 潮来市の年齢・男女別人口分布（2005年） |  |
| ■紫色 ― 潮来市 ■緑色 ― 日本全国 | ■青色 ― 男性 ■赤色 ― 女性              |  |
| 潮来市（に相当する地域）の人口の推移 \| 1970年（昭和45年） \| 25,005人 \| \| \| 1975年（昭和50年） \| 27,507人 \| \| \| 1980年（昭和55年） \| 29,075人 \| \| \| 1985年（昭和60年） \| 30,421人 \| \| \| 1990年（平成2年） \| 30,863人 \| \| \| 1995年（平成7年） \| 32,133人 \| \| \| 2000年（平成12年） \| 31,944人 \| \| \| 2005年（平成17年） \| 31,524人 \| \| \| 2010年（平成22年） \| 30,534人 \| \| \| 2015年（平成27年） \| 29,111人 \| \| \| 2020年（令和2年） \| 27,604人 \| \| |                                        |  |
| 総務省統計局 国勢調査より |                                        |  |
| 1970年（昭和45年） | 25,005人                               |  |
| 1975年（昭和50年） | 27,507人                               |  |
| 1980年（昭和55年） | 29,075人                               |  |
| 1985年（昭和60年） | 30,421人                               |  |
| 1990年（平成2年） | 30,863人                               |  |
| 1995年（平成7年） | 32,133人                               |  |
| 2000年（平成12年） | 31,944人                               |  |
| 2005年（平成17年） | 31,524人                               |  |
| 2010年（平成22年） | 30,534人                               |  |
| 2015年（平成27年） | 29,111人                               |  |
| 2020年（令和2年） | 27,604人                               |  |

## 歴史

1950年代の潮来水郷

### 沿革

#### 市制施行以前
- 1953年（昭和28年）5月18日 - 国道123号（現在の国道51号）が制定。
- 1970年（昭和45年）8月20日 - 鹿島線（鹿島神宮駅 - 香取駅間）が開業。
- 1975年（昭和50年）4月1日 - 国道355号（佐原市 - 石岡市間）が制定。
- 1987年（昭和62年）11月20日 - 東関東自動車道佐原香取IC - 潮来IC間が開通。

#### 市制施行以後
- 2001年（平成13年）4月1日 - 行方郡潮来町と牛堀町が合併し、同日市制施行。
- 2005年（平成17年）6月5日 - 第56回全国植樹祭を茨城県水郷県民の森にて開催。
- 2006年（平成18年）5月27日 - 潮来市立図書館が開館。

### 行政区域の変遷
- 1889年（明治22年）4月1日 - 町村制施行により、行方郡潮来村、大洲村の区域をもって潮来町が成立。
- 1955年（昭和30年）2月11日 - 行方郡大生原村、津知村、延方村と新設合併し、改めて潮来町が発足。
- 2001年（平成13年）4月1日 - 行方郡牛堀町を編入、同時に市制施行し潮来市となる。

## 行政
- 市長：原浩道（2015年3月7日就任、3期目[2]）

### 歴代市長
| 代   | 氏名     | よみがな          | 就任日       | 退任日       | 備考       |
| ---- | -------- | ----------------- | ------------ | ------------ | ---------- |
| 初代 | 今泉和   | いまいずみ やわら | 2001年4月1日 | 2007年3月6日 | 旧潮来町長 |
| 2代  | 柗田千春 | まつた ちはる     | 2007年3月7日 | 2015年3月6日 |            |
| 3代  | 原浩道   | はら ひろみち     | 2015年3月7日 | 現職         |            |

### 役所
- 潮来市役所 - 潮来市辻626

### 警察
- 潮来市には警察署は所在せず、隣接する行方市に所在する行方警察署が市内全域を管轄する
- 潮来地区交番、牛堀駐在所、新宮駐在所
- 交通機動隊 潮来分駐隊

### 消防
- 鹿行広域事務組合消防本部
  - 潮来消防署

### 広域行政

#### 国の行政機関
- 国土交通省
  - 関東地方整備局霞ヶ浦河川事務所
  - 関東地方整備局霞ヶ浦河川事務所潮来出張所
- 財務省
  - 国税庁関東信越国税局潮来税務署

#### 県の行政機関
- 茨城県保健福祉部潮来保健所
- 茨城県土木部潮来土木事務所

## 議会

### 市議会
- 議長：笠間丈夫
- 副議長：箕輪昇

### 県議会
- 選挙区：潮来市・行方市選挙区
- 定数：1人
- 任期：2023年1月8日 - 2027年1月7日
- 投票日：2022年12月11日
- 当日有権者数：50,478人
- 投票率：49.47％

| 候補者名 | 当落 | 年齢 | 所属党派   | 新旧別 | 得票数   |
| -------- | ---- | ---- | ---------- | ------ | -------- |
| 柗田千春 | 当   | 66   | 無所属     | 新     | 12,366票 |
| 鈴木義浩 | 落   | 59   | 自由民主党 | 現     | 12,240票 |

### 衆議院
- 選挙区：茨城2区（水戸市（旧内原町域）、笠間市（旧友部町・岩間町域）、鹿嶋市、潮来市、神栖市、行方市、鉾田市、小美玉市（旧美野里町・小川町域）、東茨城郡（茨城町・大洗町））
- 任期：2021年10月31日 - 2025年10月30日
- 当日有権者数：355,390人
- 投票率：49.80％

| 当落 | 候補者名   | 年齢 | 所属党派   | 新旧別 | 得票数    | 重複 |
| ---- | ---------- | ---- | ---------- | ------ | --------- | ---- |
| 当   | 額賀福志郎 | 77   | 自由民主党 | 前     | 110,831票 |      |
|      | 藤田幸久   | 71   | 立憲民主党 | 元     | 61,103票  | ○    |

## 経済

### 第一次産業
農業では、米の栽培が盛んである。

### 第二次産業
市の北部に潮来工業団地（旧称：牛堀工業団地）が形成されており、昭和産業といった企業の工場が置かれている。

### 第三次産業
潮来駅周辺や国道51号沿いを中心に商業地域が形成されている。
市内にある商業施設
- ショッピングプラザラ・ラ・ルー

#### 潮来市内に本社を置く企業
- セイミヤ

#### 物流
東関東自動車道により都心や成田国際空港からのアクセスが良いことや、隣接する鹿嶋市、神栖市に鹿島臨海工業地帯が形成されていることなどから市内には、潮来IC周辺を中心に物流拠点が置かれている。
主な企業
- セイミヤ潮来物流センター
- 佐川急便潮来営業所（茨城県営業店）
- 鹿島物流潮来営業所

#### 金融機関
- 常陽銀行 - 潮来支店
- 筑波銀行 - 潮来支店
- 東日本銀行 - 潮来支店
- 佐原信用金庫 - 潮来支店
- 水戸信用金庫 - 潮来支店

## 教育

### 学校教育

#### 大学
- 茨城大学広域水圏環境科学教育研究センター

#### 高等学校
- 茨城県立潮来高等学校

#### 専修学校
- 羽成ファッションスクール

#### 中学校
- 潮来第一中学校
- 潮来第二中学校
- 日の出中学校
- 牛堀中学校

#### 小学校
- 潮来小学校
- 津知小学校
- 延方小学校
- 日の出小学校
- 牛堀小学校
- 大生原小学校は、令和3年3月（2021年）に延方小学校に統合された事により、閉校。
- 徳島小学校は、平成24年に延方小学校に統合された事により、廃校。

### 文化施設

#### 図書館
- 潮来市立図書館

#### 美術館
- 水郷まちかどギャラリー

#### 公園

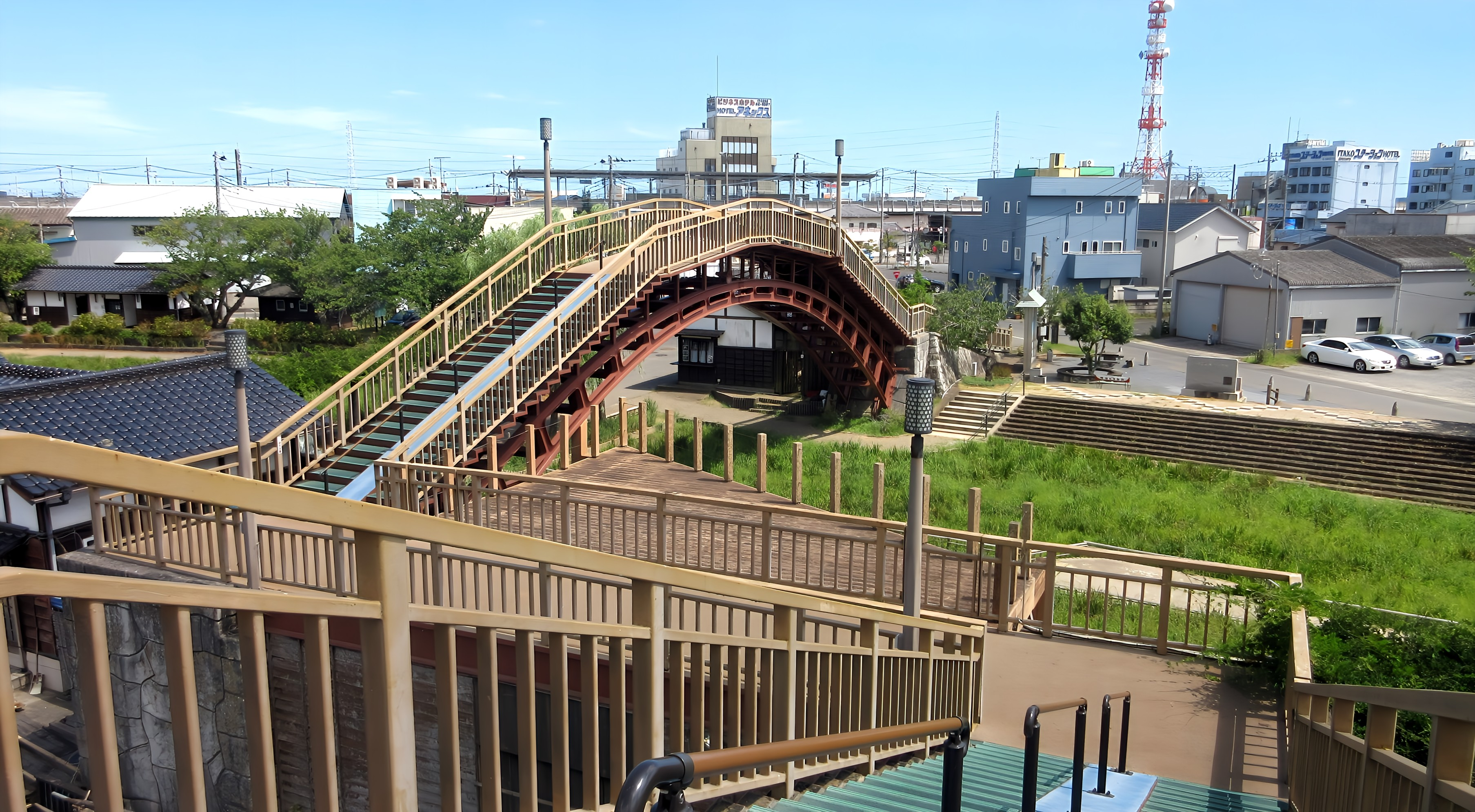
水郷潮来あやめ園・あやめ橋を歩く

- 茨城県水郷県民の森
- 水郷潮来あやめ園（旧称:前川あやめ園）
- 浅間下あやめ園
- 稲荷山公園
- 権現山公園
- 水郷トンボ公園
- 水郷北斎公園

## スポーツ
市が多くの河川に面していることから、ウォータースポーツが盛んに行われている。1987年に茨城県初のトライアスロン大会が行われて以来、毎年開催されている。また、中学校や高等学校におけるローイング競技（ボート競技）も盛んである。

### スポーツ施設
- イタコモータースポーツパーク
- かすみの郷運動公園
- 前川運動公園
- ボートセンターあめんぼ
- 潮来カントリー倶楽部

## 交通

### 鉄道
東日本旅客鉄道（JR東日本）
■鹿島線
潮来駅 - 延方駅
- 中心となる駅：潮来駅

### 高速バス
潮来市内で運行されている高速バス路線は、鹿嶋市・神栖市と東京駅を結ぶ「かしま号」、「はさき号」の他に、成田空港、羽田空港、幕張メッセ、東京ディズニーリゾート、お台場方面に運行され、「あそう号」を除く、高速バス路線は全て水郷潮来バスターミナルを経由する。
一方、「あそう号」は、「水郷潮来BT」へは経由をせず、「潮来駅」を経由し、牛堀・麻生・北浦・鉾田方面を結ぶ。また、鉾田駅～佐原駅間の一部停留所のみで途中乗降が可能となっている。高速バス路線は、鉄道よりも便数や利用者数が圧倒的に多く、特に「水郷潮来バスターミナル」は、高速バスに加え、一般路線バス（後述）も停車するため、潮来市の重要な交通拠点となっている。

#### 水郷潮来バスターミナル 発着
■・・・全便予約制（ただし空席があれば乗車可） ◆・・・交通系ICカード（Suica、PASMO）利用可
- 東京駅 ⇔ 鹿島神宮駅、メルカリスタジアム
  - かしま号◆（JRバス関東・関東鉄道・京成バス）
- 東京駅 ⇔ 波崎総合庁舎
  - はさき号◆（関東鉄道）
- 海浜幕張駅・東京ディズニーリゾート・東京テレポート駅 ⇔ 鹿島神宮駅
  - 鹿島－TDR・東京テレポート線■◆（関東鉄道）
- 羽田空港 ⇔ 鹿島神宮駅
  - 鹿島－羽田空港線◆（関東鉄道）
- 成田空港 ⇔ 新鉾田駅・水戸駅・日立駅
  - ローズライナー■[4]（千葉交通・茨城交通・関東鉄道）

#### 潮来駅東口 発着
◆・・・交通系ICカード（Suica、PASMO）利用可
- 東京駅 ⇔ 佐原駅・水郷佐原あやめパーク・麻生・新鉾田駅 経由 鉾田駅
  - あそう号◆（関東鉄道）

### 路線バス
潮来市内では、近隣の鹿嶋市・行方市を結ぶ一般路線バスを運行している。両路線とも、「水郷潮来BT」に停車するため、高速バスへの乗り換えも可能。
- 関東鉄道（鉾田営業所）
  - 広域連携路線バス「鹿行北浦ライン」
道の駅いたこ - 水郷潮来バスターミナル - 潮来駅 - 潮来市役所前 - 延方駅 - レイクエコー・白浜少年自然の家・なめがたファーマーズヴィレッジ中央 - 麻生高校 - 麻生庁舎 - あそう温泉「白帆の湯」
- 関東鉄道（潮来営業所）・池田交通
  - 鹿行広域バス「神宮あやめ白帆ライン」
チェリオ・イオン鹿嶋店 - 小山記念病院 - 鹿島神宮駅 - 延方駅 - 道の駅いたこ - 水郷潮来バスターミナル - 潮来駅 - 潮来市立図書館前 - ショッピングプラザラ・ラ・ルー - 麻生富田 - 麻生庁舎

### 道路
- 高速道路
  - 東関東自動車道
    - 潮来IC
- 一般国道
  - 国道51号
    - 北方面 - 鹿嶋・鉾田・大洗・水戸
    - 南方面 - 香取・成田・千葉

  - 国道355号
    - 西方面 - 行方・小美玉・石岡・笠間
    - 南方面 - 香取(潮来市永山交差点より香取市まで国道51号と重複）
- 主要地方道
  - 茨城県道・千葉県道2号水戸鉾田佐原線
  - 茨城県道5号竜ヶ崎潮来線
  - 茨城県道50号水戸神栖線
- 一般県道
  - 茨城県道・千葉県道101号潮来佐原線
  - 茨城県道185号繁昌潮来線
  - 茨城県道187号矢幡潮来線
  - 茨城県道188号大賀延方線
  - 茨城県道189号大賀牛堀線
- 自転車道
  - 茨城県道504号潮来土浦自転車道線
- 道の駅
  - 道の駅いたこ

### 港湾
- 潮来港（常陸利根川）

## 観光

### 名所

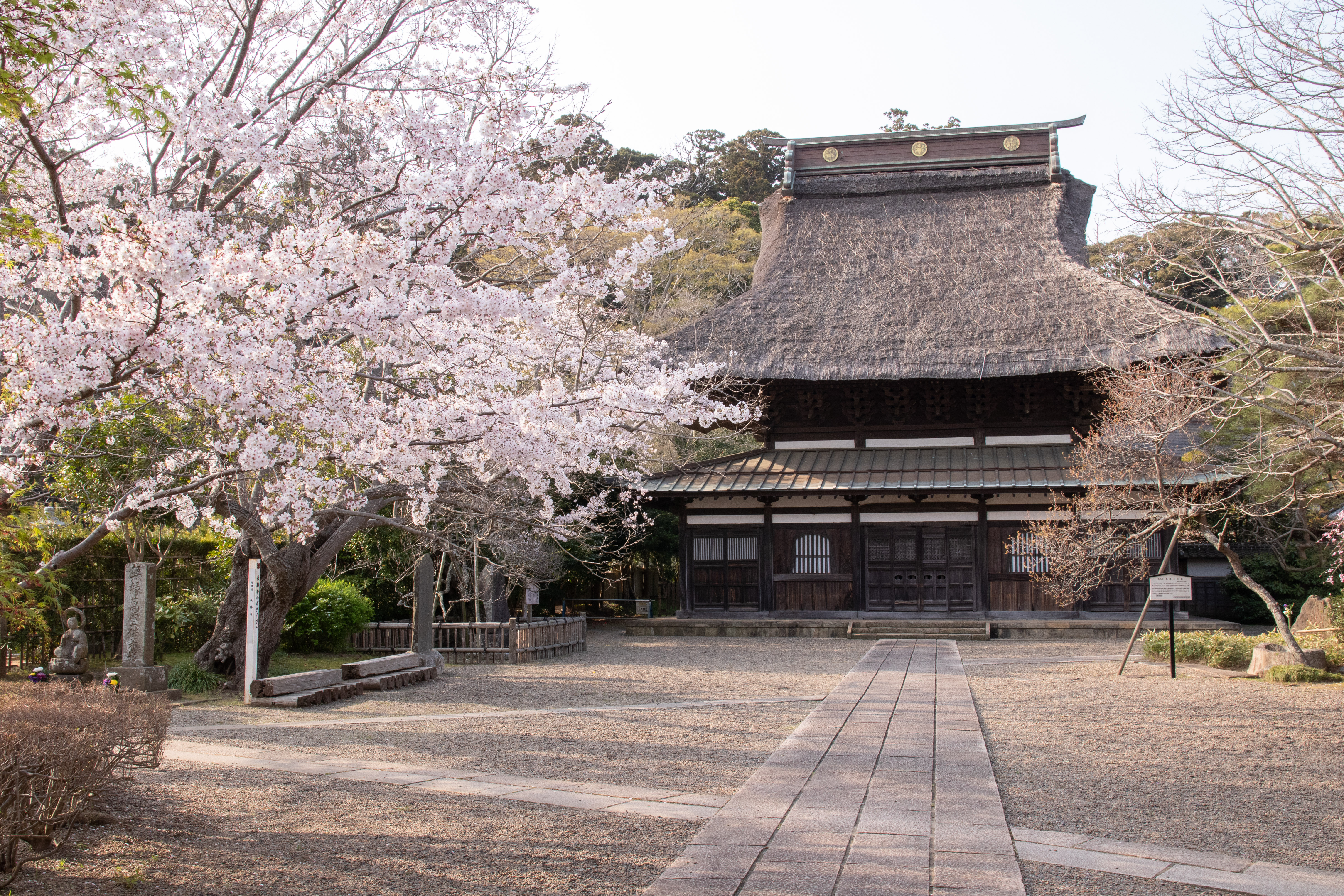
長勝寺

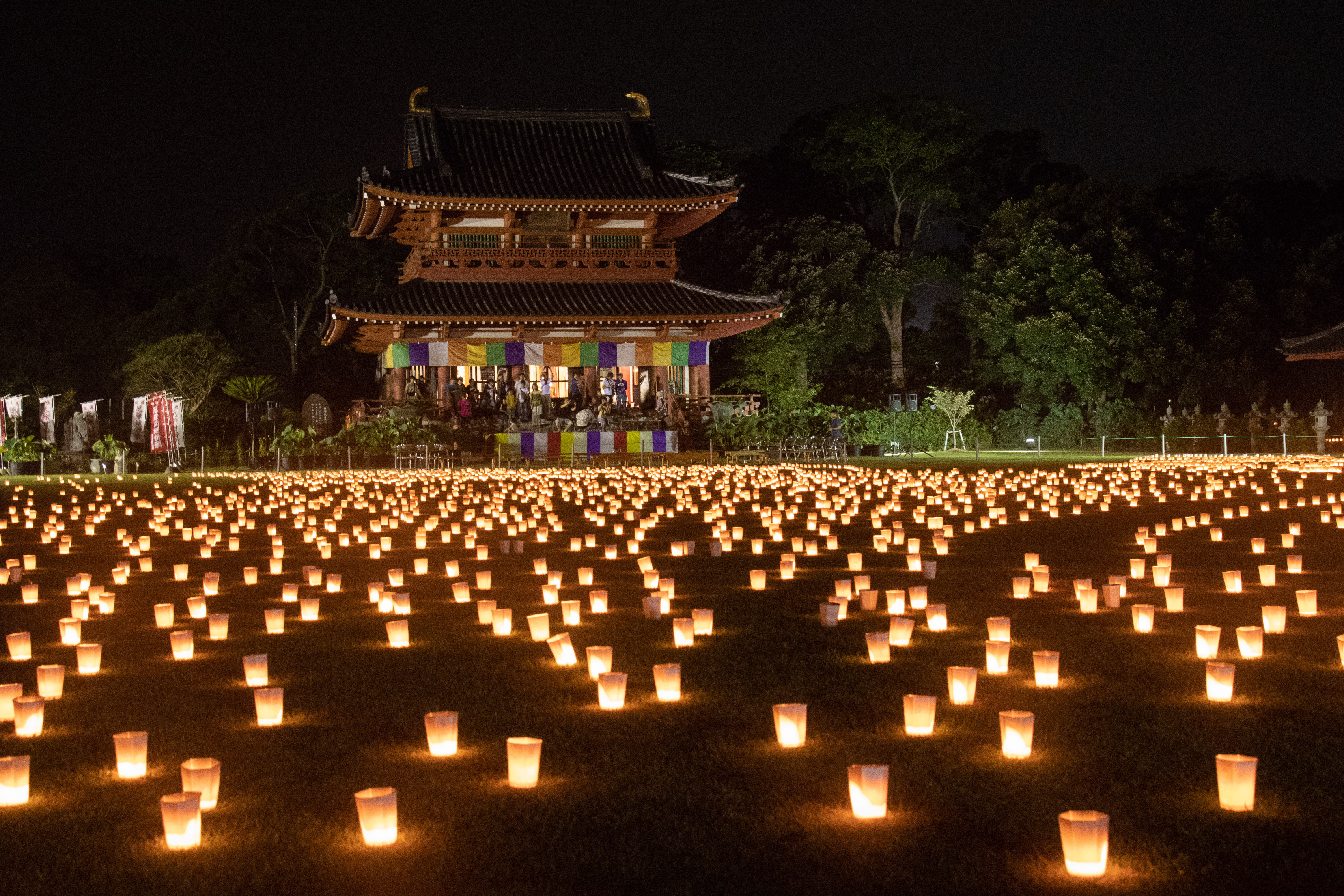
潮音寺の万燈会（8月）

- 水郷潮来あやめ園
- 十二橋めぐり
- 白鳥の里（北浦）
- 愛友酒造
- 潮来水原温泉
- 長勝寺
- 潮音寺（薬師寺東関東別院）

### 百選
- 人と自然が織りなす日本の風景百選
- 関東の富士見百景
- 茨城百景
- 美しい日本の歩きたくなるみち500選

### 年間行事
- 権現山公園桜まつり
- 潮来トライアスロン全国大会
- 潮来節おどりの響演
- 水郷潮来あやめまつり

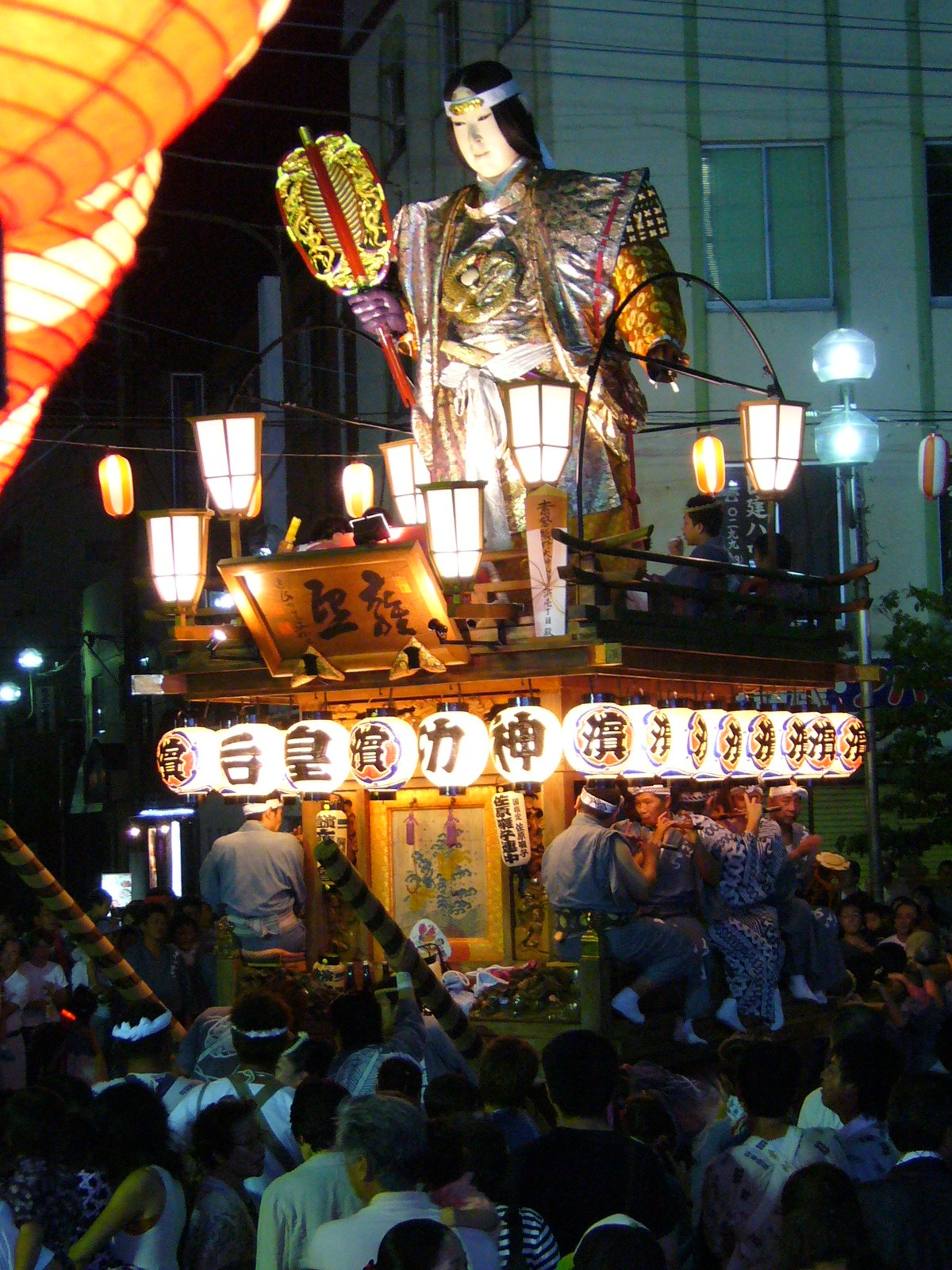
潮来祇園祭禮（8月）

  - 水郷潮来あやめ園にて毎年6月に開催される。500種100万株のあやめ（花菖蒲）が咲き、期間中にはさまざまなイベントが実施される。
- 延方相撲 - 県指定文化財
- 潮来祇園祭禮
- 万燈会（水雲山潮音寺）
- 水郷潮来花火大会
- 水郷潮来月まつり
- 潮来市コスモスまつり

## 電気
かつて潮来町には電燈会社があった。才賀藤吉が1912年（明治45年）5月に事業許可を受け、1913年（大正2年）4月に行方電気を設立。1914年（大正3年）1月に事業開始し供給区域は行方郡麻生村、香澄村、八代村、津知村、潮来町、香取郡新島村、潮来町に発電所（瓦斯力、出力42kW）があった。1919年（大正8年）12月佐原電灯（常総電気）に譲渡された。

## ロケ地
市内にはロケに適した場所が豊富で近年は、市内各地で映画やテレビドラマの撮影が行われている。また、いたこフィルムコミッションがロケの際、支援などを行なっている。

## 著名な出身者
スポーツ選手
- 小谷野顕治（元サッカー選手）
- 杉本恵太（サッカー選手、マルヤス工業フットボールクラブ所属）
- 鈴木寿毅（サッカー選手）
- 川原達也（元サッカー選手）
- 栗原徹（ラグビー選手、NTTコミュニケーションズシャイニングアークス所属）
- 梅津一美（元バレーボール選手）
- 坂本雄一郎（元バレーボール選手）
- 久保木寿江（元女子プロレスラー）
- 霞ヶ浦忠男（元大相撲力士）

政治家
- 関戸覚蔵（自由民権運動家・『茨城新聞』創刊者）
- 土屋義彦（元参議院議長, 埼玉県知事）
- 橋本登美三郎（元自民党衆議院議員）

実業界
- 海老沢勝二（元NHK会長）
- 吉松徹郎（アイスタイル創業者・社長兼CEO）

文化人・芸能人
- 小堀進（水彩画家）
- 高田丈資（将棋棋士）
- 柳町光男（映画監督）
- 吉田充里（サキソフォン奏者）
- 本條秀太郎（三味線奏者、作曲家、民謡歌手）

学者・研究者
- 田口秀実（水戸学・藤田東湖門下）
- 瀧口浩一（立命館大学理工学部電気電子工学科教授）